# Corba de Bézier

Corba cúbica de Bézier

La corba de Bézier en matemàtica és una corba paramètrica que és important en gràfics d'ordinador i camps relacionats com l'animació.
Les generalitzacions de les corbes de Bézier a dimensions superiors s'anomenen Superfícies de Bézier de les quals el triangle de Bézier és un cas especial.
Les corbes de Bézier van ser donades a conèixer el 1962 per l'enginyer francès Pierre Bézier, que les va utilitzar per a dissenyar la carrosseria d'automòbils. Aquestes corbes van ser desenvolupades primer per Paul de Casteljau usant l'algorisme de Casteljau.
En els programes de gràfics vectorials, les corbes de Bézier s'utilitzen per modelar corbes suaus que es poden ampliar de forma indefinida. Els "Camins", com normalment se les anomena en els programes de manipulació de la imatge, són combinacions de corbes de Bézier vinculades.

## Corbes linears de Bézier
Donats els punts P0 i P1, una corba linear de Bézier és simplement una línia recta entre aquests dos punts. La corba és donada per
{\displaystyle \mathbf {B} (t)=\mathbf {P} _{0}+t(\mathbf {P} _{1}-\mathbf {P} _{0})=(1-t)\mathbf {P} _{0}+t\mathbf {P} _{1}{\mbox{, }}t\in [0,1]}
i és equivalent a una interpolació linear.

## Corbes quadràtiques de Bézier
És la que dona la funció B(t), donats els punts P0, P1, and P₂,
{\displaystyle \mathbf {B} (t)=(1-t)^{2}\mathbf {P} _{0}+2(1-t)t\mathbf {P} _{1}+t^{2}\mathbf {P} _{2}{\mbox{, }}t\in [0,1].}
Aquesta corba també és un segment parabòlic.

## Corbes cúbiques de Bézier
Per als punts P0, P1, P₂ i P₃ en el pla o en l'espai tridimensional defineix una corba cúbica de Bézier.
La corba comença a P0 anant cap a P1 i arribant a P₃ venint de la direcció de P₂. Normalment, no passarà a través de P1 o P₂; aquests punts només es troben allí per donar informació direccional. La distància entre P0 i P1 determina "com de llarg" es mou la corba en la direcció P₂ abans de girar cap P₃.
L'equació paramètrica de la corba és:
{\displaystyle \mathbf {B} (t)=(1-t)^{3}\mathbf {P} _{0}+3(1-t)^{2}t\mathbf {P} _{1}+3(1-t)t^{2}\mathbf {P} _{2}+t^{3}\mathbf {P} _{3}{\mbox{, }}t\in [0,1].}